# Cymbalaria hepaticifolia
Cymbalaria hepaticifolia là một loài thực vật có hoa trong họ Mã đề. Loài này được (Poir.) Wettst. mô tả khoa học đầu tiên năm 1891.